# Abokobi
Abokobi – wieś i stolica dystryktu Ga East w regionie Greater Accra w Ghanie, jest ważnym miastem historycznym założonym przez prezbiteriańskich misjonarzy. Do dziś pełni rolę głównego ośrodka kościoła prezbiteriańskiego w Ghanie.